# Manuel de Caycedo Tenorio
Manuel de Cayzedo y Tenorio o Manuel de Caicedo Tenorio (Cali, Valle del Cauca, 5 de agosto de 1737-Santiago de Cali, 30 de abril de 1808) fue un teniente coronel, alférez real y regidor perpetuo de la ciudad colonial de Santiago de Cali. Padre del insigne prócer caleño y mártir de la Independencia Joaquín de Cayzedo y Cuero.

## Biografía
Era un hacendado Coronel de milicias disciplinadas, teniente Coronel de la Compañía de Dragones y nombrado por el rey como Alférez Real de 1758 a 1808 sucediendo a su padre ya que esta le había sido otorgada por real cédula de Fernando VI, en el año de 1748, a Nicolás de Cayzedo Jiménez, hermano de Juan de Cayzedo Jiménez otro Alférez.
Tenía la hacienda más productiva y rica del Valle, llamada Hacienda Cañasgordas. Según el historiador Gustavo Arboleda “fue la persona más distinguida y también la más orgullosa de Cali en el último tercio de siglo del coloniaje”. 
Es reconocido por ser el protagonista de la novela El alférez real de Eustaquio Palacios.
Era hijo de Nicolás Caycedo Jiménez y estaba casado con su pariente Francisca Rosa Cuero Caycedo.